# 린네이향

린네이 향의 위치

린네이향(한국어: 임내향, 중국어: 林内鄉, 병음: Línnèi Xiāng)은 중화민국 윈린 현의 향이다. 넓이는 37.6035km2이고, 인구는 2015년 8월 기준으로 18,853명이다.

## 지리
윈린 현 북동부에 위치하고 동쪽으로 난터우 현 주산 진, 북쪽으로 장화 현 얼수이 향, 서쪽으로 츠퉁 향, 남쪽으로 더우류 시와 접한다.

## 교통
- 타이완 철로관리국 종관선
- 국도 3호선